# جولیان انگلس
جولیان انگلس (انگلیسی: Julian Engels؛ زادهٔ ۲۲ آوریل ۱۹۹۳) بازیکن فوتبال اهل آلمان است.
از باشگاه‌هایی که در آن بازی کرده‌است می‌توان به باشگاه فوتبال دی‌سی یونایتد اشاره کرد.